# Animosity (Sevendust)
Animosity è il terzo album in studio del gruppo musicale statunitense Sevendust, pubblicato il 13 novembre 2001 dalla TVT Records.

## Tracce
1. T.O.A.B. – 3:39
2. Praise – 3:38
3. Trust – 5:14
4. Crucified – 4:13
5. Xmas Day – 5:14
6. Dead Set – 4:59
7. Shine – 3:43
8. Follow – 4:33
9. Damaged – 4:34
10. Live Again – 4:11
11. Beautiful – 4:11
12. Redefine – 3:41
13. Angel's Son – 3:49

## Formazione
Gruppo
- Lajon Witherspoon – voce
- John Connolly – chitarra, cori
- Clint Lowery – chitarra, cori, voce
- Vinnie Hornsby – basso
- Morgan Rose – batteria, cori

Altri musicisti
- Aaron Lewis – voce (traccia 8)
- Luis Resto – tastiera, archi
- Justin Z. Walden – tastiera